# TMEM150B
TMEM150B (англ. Transmembrane protein 150B) – білок, який кодується однойменним геном, розташованим у людей на довгому плечі 19-ї хромосоми. Довжина поліпептидного ланцюга білка становить 233 амінокислот, а молекулярна маса — 25 701.
| 10         |  | 20         |  | 30         |  | 40         |  | 50         |
| ---------- |  | ---------- |  | ---------- |  | ---------- |  | ---------- |
| MWGYLSLMPV |  | FLAVWAISGV |  | WIVFAIAVTN |  | RTVDLSKGFP |  | YISICGSFPP |
| QSCIFSQVLN |  | MGAALAAWIC |  | IVRYHQLRDW |  | GVRRWPNQLI |  | LWTGLLCALG |
| TSVVGNFQEK |  | NQRPTHLAGA |  | FLAFILGNVY |  | FWLQLLLWRL |  | KRLPQPGAAW |
| IGPLRLGLCS |  | VCTILIVAMI |  | VLHACSLRSV |  | SAACEWVVAM |  | LLFALFGLLA |
| VDFSALESCT |  | LCVQPWPSLS |  | PPPASPISLP |  | VQL        |  |            |

A: Аланін

C: Цистеїн

D: Аспарагінова кислота

E: Глутамінова кислота

F: Фенілаланін

G: Гліцин

H: Гістидин

I: Ізолейцин

K: Лізин

L: Лейцин

M: Метіонін

N: Аспарагін

P: Пролін

Q: Глутамін

R: Аргінін

S: Серин

T: Треонін

V: Валін

W: Триптофан

Локалізований у клітинній мембрані, мембрані.